# Myrmecophantes fere-nigra
Myrmecophantes fere-nigra är en fjärilsart som beskrevs av Thierry-mieg 1916. Myrmecophantes fere-nigra ingår i släktet Myrmecophantes och familjen mätare. Inga underarter finns listade i Catalogue of Life.